# Heteromysis abrucei
Heteromysis abrucei är en kräftdjursart som beskrevs av Mihai Bacescu 1979. Heteromysis abrucei ingår i släktet Heteromysis och familjen Mysidae. Inga underarter finns listade i Catalogue of Life.